# Nanhebu
Nanhebu (kinesiska: 南河堡, 南河堡乡) är en socken i Kina. Den ligger i provinsen Shanxi, i den norra delen av landet, omkring 300 kilometer nordost om provinshuvudstaden Taiyuan. Antalet invånare är 22 182. Befolkningen består av 11 172 kvinnor och 11 010 män. Barn under 15 år utgör 16,0 %, vuxna 15-64 år 74 %, och äldre över 65 år 9,0 %.
Genomsnittlig årsnederbörd är 599 millimeter. Den regnigaste månaden är juli, med i genomsnitt 154 mm nederbörd, och den torraste är januari, med 3 mm nederbörd.